# Inal Aflitulin
Inal Szaripowicz Aflitulin (ros. Иналь Шарипович Афлитулин; ur. 22 marca 1988 w Astrachaniu) – rosyjski piłkarz ręczny pochodzenia tatarskiego, reprezentant kraju. Obecnie występuje na pozycji środkowego rozgrywającego w HK Motor Zaporoże.
Inal Aflitulin występował w reprezentacji Rosji podczas Mistrzostw Europy w Piłce Ręcznej Mężczyzn 2014.